# 野桜本店
野桜本店（のざくらほんてん）は静岡県静岡市葵区にあるわさび・わさび漬けの専門店。安政五年（1858年）創業。

しかし、近年の歳暮需要の低迷と原材料の高騰が響き2019年8月31日をもって閉店した。

その後、６代目の野桜喜裕氏が2020年5月に1人で再興させた。

## 所在地
- 〒420-0017 静岡県静岡市葵区宮ヶ崎町8−2

## 店舗
- 本店（宮ケ崎町）

## 交通アクセス
- 東海道線・東海道新幹線 静岡駅 徒歩20分

## 周辺情報
- 静岡浅間神社